# 北安普敦郡
北安普敦郡（英語：Northamptonshire，英文簡稱：Northants'／N'hants），英國英格蘭東部的郡。以人口計算，北安普敦是第1大（亦是唯一一個）城市（亦是郡治）、第1大自治市鎮（Borough）；科比是第1大鎮（Town），凱特林是第2大鎮，韋靈伯勒是第3大鎮。
北安普敦郡實際管轄7個非都市區，因為沒有包含單一管理區，無論把它看待為名譽郡還是非都市郡，其人口和面積都分別是669,300和2,364平方公里。

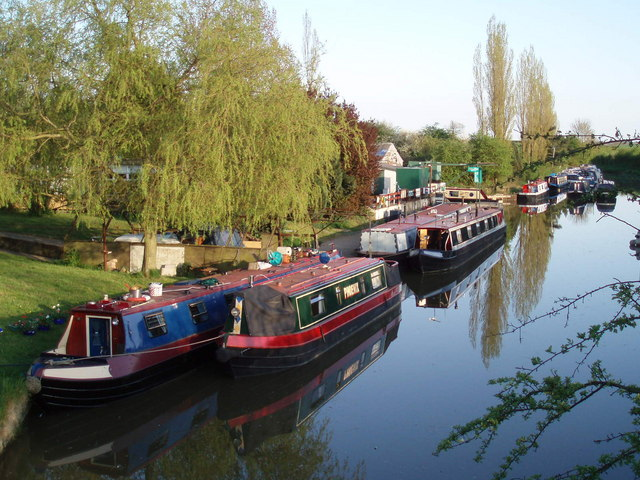
渡輪觀光業
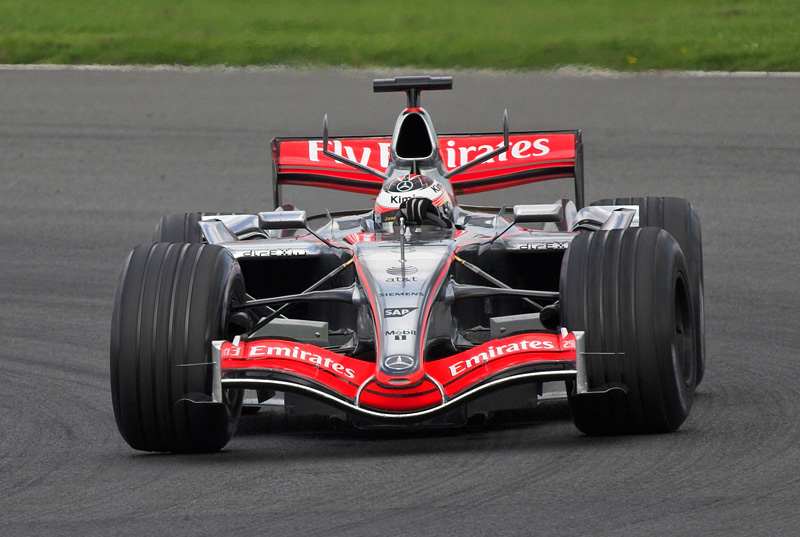
銀石F1賽車場
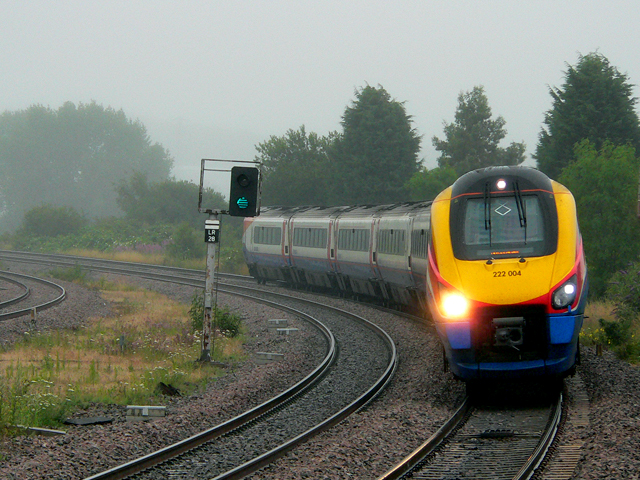
米德蘭主線鐵路

## 行政區劃

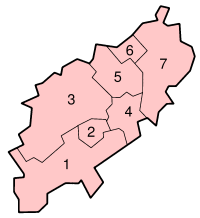
1. 北安普敦郡南
2. 北安普敦
3. 達文特里
4. 韋靈伯勒
5. 凱特林
6. 科比
7. 北安普敦郡東

北安普敦郡是非都市郡，實際管轄7個非都市區：北安普敦郡南（South Northamptonshire）、北安普敦（Northampton）、達文特里（Daventry）、韋靈伯勒（Wellingborough）、凱特林（Kettering）、科比（Corby）、北安普敦郡東（East Northamptonshire）。

## 地理
下圖顯示英格蘭48個名譽郡的分佈情況。北安普敦郡，東北（左半部）與西米德蘭茲郡相鄰，東北（右半部）與林肯郡相鄰，東與劍橋郡相鄰，東南與貝德福德郡相鄰，南與白金漢郡相鄰，西南與牛津郡相鄰，西與沃里克郡相鄰，北與萊斯特郡相鄰。